# Mare de Déu de Puigcerver
El santuari de la Mare de Déu de Puigcerver és un edifici religiós entre els termes de Riudecols i Alforja. Agafa el seu nom del no gaire llunyà Puigcerver (de 835 metres) i es troba a la vora del límit del terme amb el terme de Riudecols. Degut al seu emplaçament sempre hi ha hagut una certa rivalitat entre Riudecols i Alforja, a causa de les peregrinacions, fins que finalment es va establir un dia per a cada poble.

## Descripció

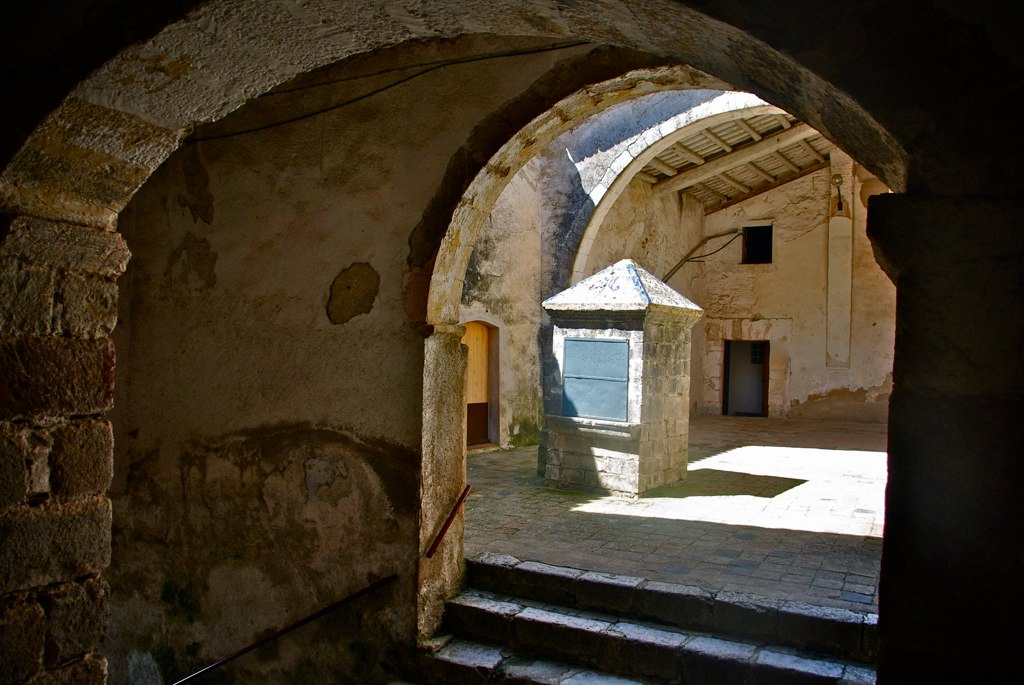
Pati de l'ermita amb la cisterna

Està integrat per un conjunt d'edificacions, que s'han construït al llarg dels segles. El santuari pròpiament dit és una nau llarga i estreta, de set trams i capçalera, amb el cambril, restaurat. Al pati interior hi ha un curiós pou cobert, amb el sostre amb un capitell decorat amb ceràmica, i la roda per a treure normalment el poal, és el més interessant del conjunt.
La tradició feia que, durant segles, en la nit de Sant Joan s'encengueren en aquest indret fogueres gegantines, que podrien tenir origen en un culte precristià. El segle xx aquest costum es va perdre. El dia de la Mare de Déu de Puigcerver se celebra el 5 d'agost. Tot i que el primer diumenge del mes d'agost, se celebren unes caminades a la matinada per pujar a l'ermita des de Riudecols i també des d'Alforja. Es surt cap a les 6 de la matinada i s'arriba a l'ermita a través del camí de les Marrades i del senderó de Riudecols, o pel camí d'Alforja passant per la Creu de Formatge. En arribar, els fidels fan un esmorzar de germanor abans d'anar a sentir missa i fer-li un petó a la Mare de Déu.

## Història
Està documentat ja d'ençà el segle xii, època de la qual sembla que no queden restes visibles. Fou aixecat per Pere dels Arcs en compliment del testament dels seus pares Ramon dels Arcs i Romeva de Ganagot senyora d'Alforja (datats el 1227 i el 1233) que li imposaven aquesta construcció. La capella estava alçada l'any 1243 quan Pere dels Arcs va morir. Es va engrandir al segle xvii i les obres es van acabar el 1620. Destruït parcialment a la primera guerra carlina fou reconstruït el 1858 i el 1863, però altre cop va quedar danyat per les lluites entre lliberals i carlins de 1872-1875, sent reconstruït altre cop el 1882. La imatge antiga, que la llegenda diu que fou trobada per un pastor, fou destruïda per revolucionaris l'estiu del 1936 en esclatar la guerra civil. Segons aquesta llegenda, hauria estat trobada a finals del segle xii o a començaments del xiii, quan un pastor va veure una pluja de llengües de foc damunt la muntanya, cosa que es va repetir diversos dies, fins que el consell municipal va enviar tres exploradors que van trobar la imatge sota una servera. Per tres vegades van voler portar la imatge al poble i aquesta retornava pels seus propis mitjans a la muntanya, sota la servera. El poble va decidir aixecar allà l'ermita. La imatge, de fusta policromada, era probablement del segle xv.
Refeta l'ermita després del 1939, el 1940 es va beneir la talla actual de la Mare de Déu. El cambril va ser restaurat el 1953. El pou del pati porta la data 1920. L'estructura de l'ermita tal com ara la veiem és obra dels segles xvi al xviii.
Joan Amades creu que el culte a la Mare de Déu es tractaria d'una cristianització d'un antic lloc de culte pagà, hipòtesi que confirmaria la tradició d'encendre grans fogueres la nit de sant Joan davant de l'ermita, tradició que es conservava encara a finals del segle xix.

## Referències

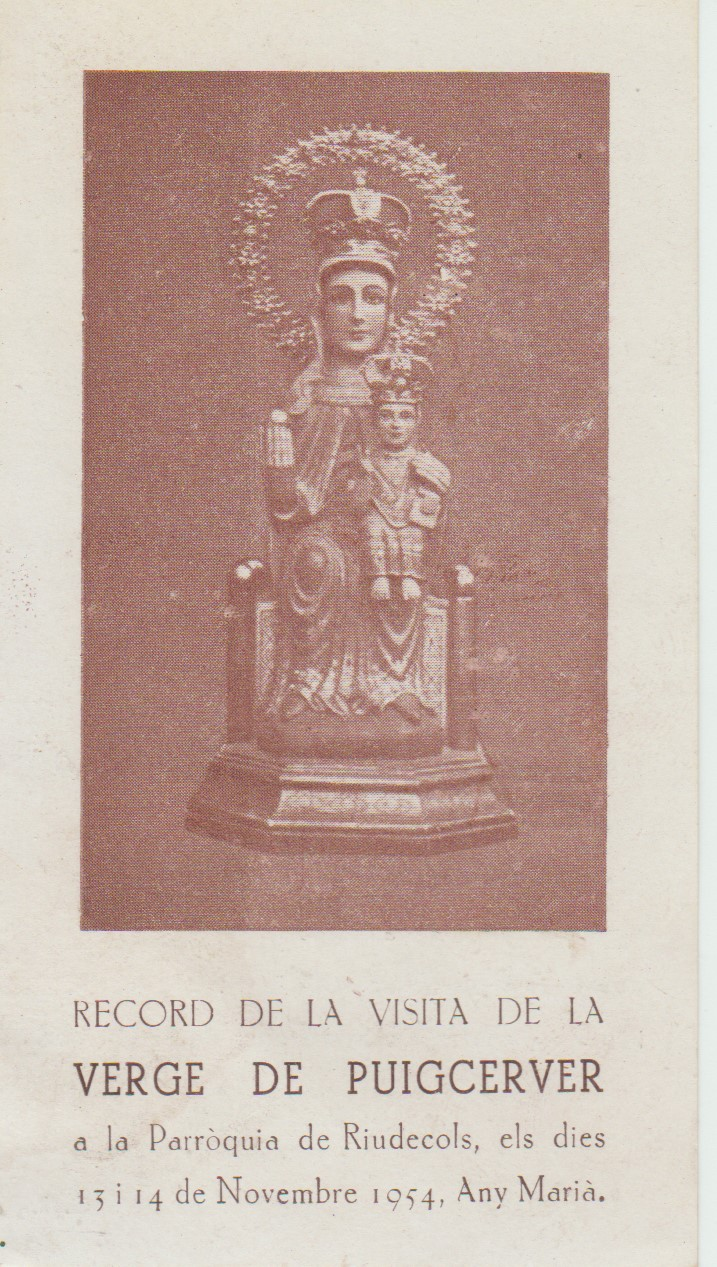

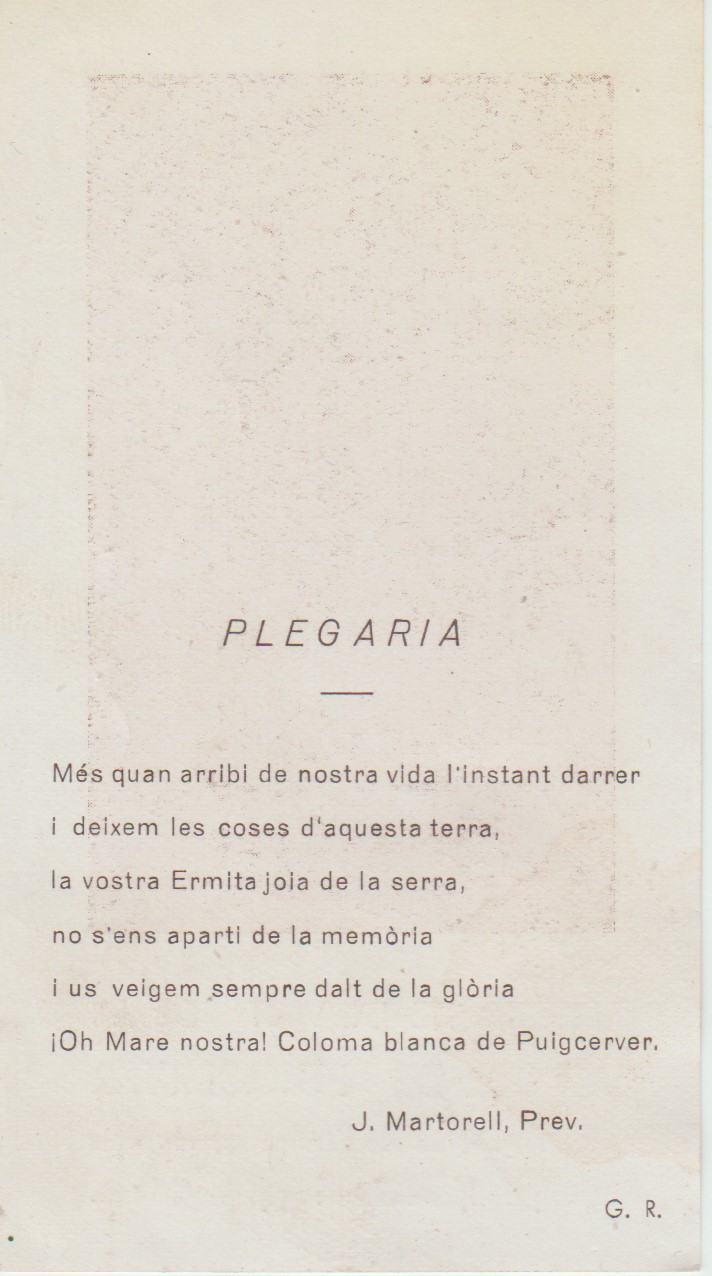
Estampeta de la Visita de la Verge de Puigcerver a Riudecols